# Сети I
Сети I (Menmaatre Sety Merenptah), е втори фараон от XIX династия на Древен Египет. Вероятно управлява ок. 1290 – 1279 г. пр.н.е. или 1294 – 1279 г. пр.н.е., които са най-общоприетите датировки.
Сети I е един от забележителните владетели на Древен Египет, макар че славата и постиженията му по-късно са надминати от неговия син Рамзес II. През сравнително краткото си управление той успява да се открои едновременно като военачалник и строител. Главната заслуга на Сети I е възстановяването на египетското военно-политическото влияние в Леванта, загубено през късната XVIII династия. Опитът за възобновяване на агресивната имперска политика от времето на фараона-завоевател Тутмос III е до голяма степен успешен, макар че последствията от победите не се оказват достатъчно решаващи и дълготрайни.
Сети I е син на Рамзес I и кралица Ситре, които нямат владетелски произход. При управлението на баща си заема длъжност на пръв везир и началник на войската. Сред учените се дискутира продължителността на неговото управление. 11-а година е последната засвидетелствана със сигурност, според част от египтолозите. Липсват убедителни доказателства за 15-а или 17-а година. По-нови проучвания предлагат виждането за едва 9-годишно управление.

## Военни кампании
През първата година от неговото царуване Сети I предприема военен поход по северното крайбрежие на Синайския полуостров в посока към Ханаан. Начело на египетската армия, той побеждава местното бедуинско племе шасу и превзема няколко ханаански крепости. Завладени са финикийските пристанищни градове Акка и Тир. Повечето местни държавици не оказват съпротива и приемат да плащат трибут като васали на фараона. Сети I след това воюва срещу царството на амореите (Амуру) и завзема Кадеш, изгубен от египтяните по времето на Ехнатон, близо половин век по-рано. Ханаанските владетели в Ливан признават върховенстото на фараона и му дават голямо количество от ценната кедрова дървесина като данък.
Серията успешни походи е подробно представена в релефни изображения от храма на Амон в Карнак. Там присъства сцена в която заловените вражески предводители са използвани в човешки жертвоприношения, една крайно нетипична за египетските традиции практика, навярно свързана с култа към Сет. Към богатата военна плячка спадат и многобройни пленници, изпратени да работят в златните мини край Едфу и каменните кариери.
Скоро след триумфалното завръщане на Сети I, Кадеш попада под контрола на Хетско царство, поради невъзможността на египтяните да поддържат постоянно военно присъствие толкова далеч от границите си. Амореите се обявяват за васали на хетския цар, който започва настъпление срещу египетските владения в Сирия. Това довежда до първата война между египтяни и хети, в която Сети I удържа победа при Кадеш, но не успява да възвърне града. Северната част от Сирия остава под хетско влияние, а египетския фараон запазва контрола над крайбрежието. Сведенията около изхода на този сблъсък са несигурни, като вероятно се стига до неофициално примирие. То обаче е само временно и няколко години по-късно войната с хетите е подновена от Рамзес II.
Сети I е първият египетски фараон, който воюва срещу либийците, новопоявили се номадски племена, които нападат Делтата от западната пустиня около средата на управлението му. Фараонът удържа победа над тях и взема много пленници. През управлението му египетските войски потушават метеж в Нубия, отбелязано в стела от Джебел Баркал, несигурно дали през 3/4-та или 11-а година от неговото възкачване.
Според някои мнения офанзивната стратегия на Сети I в Азия е твърде прибързана и недостатъчно обмислена – в амбицията си да постигне бързи и впечатляващи успехи, които да издигнат престижа на Египет и новата едва-що установила се династия, той подценява възможностите на противника и завещава сериозен конфликт на своя наследник.

## Строителство
Управлението на Сети I е забележително и с неговата мащабна строителна дейност, невиждана от времето на Аменхотеп III. През сравнително краткото си царуване той започва многобройни монументи, повечето завършени при неговия син Рамзес II. Най-известен е големият Абидоски храм („мемнониум“), посветен на главните египетски божества (т.нар. Абидоска триада: Озирис, Изида и Хор), с отделно светилище-кенотаф на Озирис (озирион), приземна постройка до западната стена на храма. В по-късен период храмът на Сети I в Абидос е бил преосветен в чест на Амон-Ра. Там е открит Абидоския царски списък – две релефни плочи с имена и картуши на 76 владетели управлявали Египет от Менес до Сети I. Списъкът заема стените на един от коридорите на храма и завършва с релефно изображение на Сети I и неговия син Рамзес II.
В Карнакския храмов комплекс продължава строителството на грандиозната хипостилна зала (103 на 52 метра, със 134 гигантски колони в 16 реда), започната от предшественика му и завършена при Рамзес II. Върху външните стени на храма в Карнак се намират релефите показващи сцени от военните кампании на Сети I. Подобно на другите древноегипетски триумфални релефи, внушителният монумент е изцяло предназначен за да прославя личното превъзходство на фараона и неговите героични подвизи. Сети I винаги е представен с колосален ръст, изправен сам срещу противниковите армии, въоръжен с боздуган или лък, обръщащ враговете в бягство пред неговата колесница. Никъде не се вижда дори един египетски войник, с изключение единствено на мистериозния офицер Меху, чието изображение по-късно е било заличено и заменено с това на младия Рамзес II.
До левия бряг на Нил край Тива е издигнат възпоменателен храм на Сети I, част от който е посветен на баща му Рамзес I. Въпреки че Тива остава официалната столица по времето на Сети I, той по-често ползва за резиденция Мемфис в Долен Египет, чиято близост до азиатската граница улеснява военните му кампании. Неговите монументи в северен Египет са по-малки по размер, но имат лично значение, например светилището на Птах в Мемфис, където Сети е изобразен като дете седнало в скута на две богини. Мемфис, тогавашен център на Долен Египет, е бил смятан за дом на Птах, приеман от Сети I за един от неговите богове-покровители, което е видно от второто му име „Меренптах“.
В източната част на Делтата, на територията на бишата хиксоска столица Аварис е реставриран и разширен храмът на Сет, божеството чието име фараона носи. Сети I, чиито род най-вероятно произлиза от този район, построява там свой дворец и полага първите основи на новата владетелска резиденция, която Рамзес II по-късно ще изгради и превърне в своята официална столица Пер-Рамзес, т.е. „Дом на Рамзес“.

## Имена на Сети I
Като повечето фараони Сети I има много имена, над 30, повечето от които са били ползвани само при определени ритуали. Името Сети, или Сетос от гръцки, означава „от Сет“, т.е. той е бил осветен от бог Сет. Неговото рождено име е Сети Меренпта („Човек на Сет, обичан от Птах“), а при възкачването си на престола той възприема името Менмаатре, означаващо „безкрайна е справедливостта на Ра“. Приема също името wehem mesut – „подновител (повторител) на раждания“, т.е. „възродител“.
Името на Сет е донякъде необичайно и се среща сравнително рядко сред фараоните, поради двойствената, главно отрицателна роля на това божество в египетската религия. В Горен Египет, особено в западната част, Сет е бил отхвърлен като враждебен чуждоземец-узурпатор, който убива Озирис и изнасилва Хор. В неговите надписи от Горен Египет Сети I избягва употребата на това име, тъй като Сет олицетворява пустинята, злите сили и враговете на Египет. Вместо него, той използва другите си имена: Мернептах и Усири, изтъквайки себе си като верен последовател на Озирис, комуто посвещава храма в Абидос.
Сет е бил почитан в района на старата хиксоска столица Аварис, Долен Египет, откъдето вероятно произлиза 19-а династия. Предполагаемият азиатски (хиксоски) елемент в произхода на династията се потвържава от расовите белези на техните мумии, както и от факта че при Рамзес II новата царска резиденция Пер-Рамзес („Дом на Рамзес“) е построена в непосредствена близост до Аварис.

## Гробница и мумия
Гробницата на Сети I (KV17), открита през 1817 г. в Долина на царете, е една от най-големите и добре запазени, с великолепни релефи и стенописи, свидетелство за артистичния връх в египетското изкуство достигнат по това време. Неговата мумия, намерена през 1881 г. в Дейр ел-Бахри (DB320), е една от най-добре запазените и се съхранява в египетския музей на Кайро. След масовите грабежи на царски гробници през смутната епоха на последните Рамесиди, мумията е била препогребвана неколкократно от тиванските жреци по времето на 21-ва династия. Според изследователите Сети I е починал на около 40 – 45 годишна възраст, за разлика от дълбоката старост до която доживяват другите представители на династията. Причините за смъртта му са неясни, но няма следи от насилие.